# Korektura pruska
Korektura pruska, a właściwie Ius terrestre nobilitatis Prusssiae correctum anno Domini MDXCVIII (Prawo ziemskie szlachty pruskiej poprawione roku Pańskiego 1598) – zbiór prawa ziemskiego obowiązującego szlachtę w Prusach Królewskich.
W 1476 roku król Kazimierz IV Jagiellończyk uczynił prawo chełmińskie prawem powszechnym Prus Królewskich. W XVI wieku podejmowano liczne próby kodyfikacji prawa chełmińskiego, lecz sprzeczne interesy mieszczaństwa oraz szlachty prowadziły do odrzucania kolejnych rewizji. Projekt Korektury pruskiej, uwzględniający szlacheckie postulaty (w dziedzinie prawa spadkowego) oraz zbliżający prawo pruskie do prawa koronnego, został zatwierdzony przez sejm walny w 1598 roku. Kodyfikacja zawierała 158 artykułów w 7 numerowanych tytułach.
- I. De successionibus (O spadkach), który zawierał także artykuł zatytułowany: De inventario (O inwentarzu).
- II De donationibus et testamentis (O darowiznach i testamentach).
- III De tutelis (O opiekach).
- IV De praescriptionibus (O dawnościach).
- V De magistratibus et iudiciis (O urzędach i sądach).
- VI De processu in causis civilibus (O postępowaniu w sprawach cywilnych), który zawierał także artykuł zatytułowany: De spoliato ante omnia restituendo (O przywróceniu przede wszystkim wybitego) oraz rozdział: De litis impensis (O kosztach sądowych) z odrębnie numerowanymi artykułami.
- VII. De finibus regundis (O ustalaniu granic).

Korektura pruska nie była zbiorem wyczerpującym i nie zastąpiła w pełni prawa chełmińskiego. Korekturę stosował Trybunał Koronny przy rozpatrywaniu apelacji szlachty pruskiej. W sądach koronnych Korektura pruska stosowana była pomocniczo, głównie w dziedzinie prawa spadkowego.
Korektura pruska nie została wydrukowana wraz z innymi uchwałami sejmowymi. Znalazła się dopiero w szóstym tomie Volumina Legum po konstytucjach z czasów Augusta II. Po tytułem Ius terrestre nobilitatis Prussiae correctum a. d. 1598 została wydana w Toruniu w 1599 i 1622 roku. W 1625 roku opublikowano ją w Gdańsku w wersji trójjęzycznej: łacińskiej, niemieckiej i polskiej. Była tam wielokrotnie przedrukowywana (1647, 1647, 1685, 1728, 1733, 1736, 1739). Ostatnie wydania ukazały się w Lublinie w 1749 i 1754 roku.

## Tekst łaciński
- Jus Terrestre Nobilitatis Prussiae Correctvm Anno Domini M. D. XCVIII. Toruń 1622 r.
- Prawa, konstytucye y przywileie: Krolestwá Polskiego, y Wielkiego Xięstwá Litewskiego... tom 6 Warszawa 1739, s. 549–572.
- Volumina Legum tom 6 Petersburg 1860, s. 270–282.